# 小山隆重
小山 隆重（おやま たかしげ、生年不明 ‐ 1614年（慶長19年））は、安土桃山時代から江戸時代前期にかけての武将。官途は式部大輔。通称助之丞。

## 概要
紀伊国の豪族で湯川衆・小山氏の末裔。
家紋は二つ巴。
そもそも、元弘の乱に際して、小山経幸・実隆兄弟が執権北条高時の命で、下野国より上洛し、熊野に入って沿海警固の任についた。経幸は牟婁郡・富田郷に、実隆は牟婁郡・潮崎庄古座浦に居住した。
南北朝期、実隆ははじめ北朝方に属したが、のちに南朝方に転向している。そして、延元元年6月、新宮の足利一族と新宮諸上綱とが軍勢を率いて上洛せんとしたことから、海上において合戦し、これを追い返した。以降、南朝方として奮戦する。
永享12年（1440年）の大和永享の乱に際して、小山九郎は畠山持国に属して多武峯に出陣した。
享徳3年（1451年）三管領家の紀伊国守護畠山氏の内訌に巻き込まれ、応仁の乱が起ると、畠山政長に属した小山八郎は、文明8年（1476年）、秋津口合戦、目吉良城攻め、衣笠・知法寺両城攻めならびに龍口の合戦において軍功を挙げた。
以降、畠山氏の動向に揺さぶられることとなる。
隆重は経幸から8代目にあたる。

## 生涯
小山実隆の子。
初め、織田信長に仕えた。
天正13年（1585年）豊臣秀吉の紀州征伐の際、臣従し、本領を安堵される。
その後、豊臣秀長の家臣となり小田原征伐に従軍する。
文禄元年（1592年）1月、朝鮮出兵に際して、秀長の家老・藤堂高虎の下知状より、軍役180人を割りつけられた。
一族の小山石見守・高瓦家盛らも慶長の役に参陣する。
慶長5年（1600年）関ヶ原の戦いでは西軍に属し、堀内氏善らとともに伊勢守備隊をつとめた。戦後、改易。
大坂冬の陣が起きると、豊臣方として参戦し戦死した（隆重の子は恩賞がなかったために徳川方に寝返り、戦後帰郷した）。一説には鑓傷がもとによる病死、更には落城まで生き延びて紀州に戻り帰農したともある。

## 一族
祖父・小山隆光‐石見守。1520年、野辺六郎左衛門が畠山尚順に背いたときの切目坂の戦いや、1530年の安宅合戦などに参陣した。
父・小山実隆‐1562年、畠山高政に従い畿内へ侵攻し、三好勢との教興寺の戦いに参陣した。
家臣‐小山新十郎、小山四郎左衛門
実隆（初代）から8代目・小山秀重‐織田信長に仕え、その孫助之進は朝鮮に出兵、関ヶ原では西軍に属し、合戦後帰農した。

## 参考資料
- 熊野学‐新宮市教育委員会・文化振興課
- 仲田みのる「紀州小山氏の出自に関して」（『熊野歴史研究』5号、1998年）
- 「熊野小山氏の研究」‐前千雄